# روجيه كاريل
روجيه كاريل (بالفرنسية: Roger Carel)‏
```
هو 
ممثل
 
فرنسي
، ولد في 14 أغسطس 1927 في 
فرنسا
، وتوفي في 11 سبتمبر 2020 في إغري.
```

## أعمال

### أفلام
- (1968) أستريكس وكليوباترا

### مسلسلات
- كان يا ما كان المكتشفون

## وصلات خارجية
- روجيه كاريل على موقع IMDb (الإنجليزية)
- روجيه كاريل على موقع ألو سيني (الفرنسية)
- روجيه كاريل على موقع ميوزك برينز (الإنجليزية)
- روجيه كاريل على موقع أول موفي (الإنجليزية)
- روجيه كاريل على موقع قاعدة بيانات الأفلام السويدية (السويدية)
- روجيه كاريل على موقع أول ميوزيك (الإنجليزية)
- روجيه كاريل على موقع ديسكوغز (الإنجليزية)
- روجيه كاريل على موقع قاعدة بيانات الفيلم (الإنجليزية)
- روجيه كاريل على موقع كينوبويسك (الروسية)